# Требевић (албум)
Требевић је осамнаести студијски албум Халида Бешлића. Издат је 2020. године. Издавачка кућа је МПБХРТ.

## Песме
1. Требевић
2. Неретва
3. Збогом остај љубави
4. Да вријеме стане
5. Хладно сунце
6. Анђео из мог сокака
7. Вријеме је
8. Анђела
9. Ја без тебе не могу да живим
10. Таман је
11. Од поноћи до поноћи